# 山辺麻由
山辺 麻由（やまべ まゆ、9月29日 - ）は、日本の漫画家。千葉県出身。O型。

## 略歴
- 1990年 - 「怒濤の恋愛少女」（少女コミック増刊）でデビュー[1]。

## 人物
- 自画像では眼鏡をかけていることが確認できる[2]。
- 「さやみさん」という犬を飼っている[3]。
- 「きゃらめる☆ホイップ！」連載当時、スラブの服飾文化がマイブームであった[3]。

## 作品リスト
特記する作品以外は小学館から刊行されている。

### 単行本
- ABCは知ってても（1995年、フラワーコミックス、ISBN 4-09-136421-7）
- 毎日が家族計画（1995年、フラワーコミックス、ISBN 4-09-136422-5）
- ももちゃんといっしょ！ （1996年、フラワーコミックス、ISBN 4-09-136423-3）
- 女子高生発進！（1997年、フラワーコミックス、ISBN 4-09-137431-X）
- 子供は見ちゃダメ!!（1999年、てんとう虫コミックススペシャル、ISBN 4-09-149551-6）
- 小学生にはまだ早い（2000年、てんとう虫コミックススペシャル、ISBN 4-09-149552-4）
- きゃらめる・ホイップ！（2003年、てんとう虫コミックススペシャル、ISBN 4-09-149553-2）
- 先生のお気に入り(2004年、てんとう虫コミックススペシャル、 ISBN 4-09-149554-0）

学習漫画
- ファッションデザイナーになろう! 学習まんが仕事完全ガイド（2002年、ワンダーランドスタディブックス、ISBN 4-09-253259-8）
- ヘアメイクアップアーティストになろう！ 学習まんが 仕事完全ガイド（2002年、ワンダーランドスタディブックス、ISBN 4-09-253260-1）
  - 「キレイをあげる！」収録[注 1]。
- おとな図鑑 男の子って？女の子って？（2003年、ワンダーランドブックス、ISBN 4-09-253216-4）

### 単行本未収録作品
- スイング！くのんちゃん（2002年）
- 天使なアイドル　みらくる・チャーミング（2003年）
- 思春期・革命（2003年）
- きゃらめる☆ホイップ！番外編[注 2]
- みらくるドリーム　ミンキーモモ（2004年、原作：魔法のプリンセス ミンキーモモ）
- さくら予報（2004年）
- ラブリープリンセス　ふしぎ星の☆ふたご姫（2005年、原作：ふしぎ星の☆ふたご姫）
- メイプルメイド（2005年）

### イラスト
- だってアイツが気になるの（1991年、著者：真野ともこ、ポプラ社文庫、ISBN 4-591-03194-2）

### その他
- 思春期♡革命 〜カラダとココロのハジメテ〜（2017年7月26日発売[4]、原作・イラスト担当、著者：市瀬まゆ、監修・解説：金子由美子、小学館ジュニア文庫、ISBN 978-4-09-231181-7）